# Hipoglikemia nocna
Hipoglikemia nocna – obniżenie stężenia glukozy we krwi występujące w godzinach nocnych (w trakcie snu chorego).
Występuje najczęściej u osób chorych na cukrzycę leczonych insuliną.
Hipoglikemia nocna może nie powodować wybudzenia ze snu i jej objawy mogą być zaobserwowane jedynie przez rodzinę chorego.

## Objawy
Jej wystąpienie sugerują objawy:
- zauważane przez rodzinę
  - niespokojny sen
  - drgawki
  - nadmierne pocenie
- stwierdzane przez chorego
  - poranne bóle głowy i uczucie rozbicia
  - uczucie przewlekłego zmęczenia
  - koszmary senne

## Leczenie
Leczenie polega na zmianach algorytmu podawania insuliny (zmiana postaci preparatu insuliny lub godzin wstrzyknięcia) lub wielkości dawek insuliny.